# The Final Table
The Final Table (titulado Todo el mundo a la mesa en Hispanoamérica y España) fue un concurso culinario estadounidense emitido en Netflix y presentado por el columnista y crítico Andrew Knowlton. Grabado en Los Ángeles, California, el programa se estrenó el 20 de noviembre de 2018. El programa no tenía un premio económico para el ganador, solo el privilegio de compartir mesa con nueve chefs internacionales de prestigio en la denominada "Mesa Final".

## Mecánica
En el concurso, 24 chefs de diversas nacionalidades competían por parejas en dos rondas inspiradas en un país diferente en cada entrega. En la primera ronda los equipos tenían que preparar un plato icónico del país, siendo evaluados por un jurado de tres personas formado por un crítico culinario y dos celebridades del país en cuestión.
Los peores equipos tendrían que enfrentarse a la segunda prueba, el Último Plato, en la que uno de los miembros de la Mesa Final elegiría un ingrediente representativo de la cultura de su país y juzgaría los platos de los concursantes prestando especial atención a cómo destacaban ese ingrediente. El peor equipo, o los dos peores equipos, quedaban eliminados de la competición.
En la final, los miembros de los dos últimos equipos competían individualmente para preparar un plato que les definiese como chefs.

## Equipos
| N.º | Nombres                              | Resultado                |
| --- | ------------------------------------ | ------------------------ |
| 1   | Timothy Hollingsworth Darren MacLean | Ganador (Timothy)        |
| 2   | Shane Osborn Mark Best               | Finalistas               |
| 3   | Charles Michel Rodrigo Pacheco       | 10.ª eliminación (ep. 9) |
| 4   | Esdras Ochoa Rafa Gil                | 9.ª eliminación (ep. 9)  |
| 5   | Aaron Bludorn Graham Campbell        | 8.ª eliminación (ep. 8)  |
| 6   | Manuel Berganza Benjamin Bensoussan  | 7.ª eliminación (ep. 7)  |
| 7   | Monique Fiso Amninder Sandhu         | 6.ª eliminación (ep. 6)  |
| 8   | Alex Haupt Ash Heeger                | 5.ª eliminación (ep. 5)  |
| 9   | Jessica Lorigo Johnny Spero          | 4.ª eliminación (ep. 4)  |
| 10  | Shin Takagi Ronald Hsu               | 3.ª eliminación (ep. 3)  |
| 11  | Colibrí Jiménez Collin Brown         | 2.ª eliminación (ep. 2)  |
| 12  | James Knappett Ángel Vázquez         | 1.ª eliminación (ep. 1)  |

## Episodios
| N.º | País           | Jueces de la primera ronda                            | Juez del Último Plato | Plato nacional            | Ingrediente del Último Plato |
| --- | -------------- | ----------------------------------------------------- | --------------------- | ------------------------- | ---------------------------- |
| 1   | México         | Julio César Chávez Martha Higareda Mariana Camacho    | Enrique Olvera        | Taco                      | Nopales                      |
| 2   | España         | Ana Polvorosa Miguel Bosé Borja Beneyto               | Andoni Luis Aduriz    | Paella                    | Pulpo                        |
| 3   | Reino Unido    | Cat Deeley Gary Lineker Jay Rayner                    | Clare Smyth           | Desayuno inglés           | Guisante                     |
| 4   | Brasil         | Alessandra Ambrosio Bebel Gilberto Josimar Melo       | Helena Rizzo          | Feijoada                  | Casava                       |
| 5   | India          | Hasan Minhaj R. Madhavan Rashmi Uday Singh            | Vineet Bhatia         | Pollo con mantequilla     | Coco                         |
| 6   | Estados Unidos | Dax Shepard Colin Hanks Sam Sifton                    | Grant Achatz          | Cena de Acción de Gracias | Calabaza                     |
| 7   | Italia         | Andrea Petrini Alessandro Del Piero Eleonora Cozzella | Carlo Cracco          | Pasta                     | Alcachofa                    |
| 8   | Japón          | Hikari Mori Yuji Ayabe Yukiko Katayama                | Yoshihiro Narisawa    | Kaiseki                   | Erizo de mar                 |
| 9   | Francia        | François-Régis Gaudry Estérelle Payany                | Anne-Sophie Pic       | Liebre à la royale        | Huevo                        |
| 10  | Final          | Ninguno                                               | Mesa Final            | Ninguno                   | Ninguno                      |